# نيناد دوكانوفيتش
نيناد دوكانوفيتش هو لاعب كرة قدم صربي في مركز الوسط، ولد في 9 يونيو 1971 في Obrenovac ‏ في صربيا. لعب مع راد بيوغراد ونادي إيركوليس ونادي بارتيزان ونادي تشوكاريتشكي ونادي سوتيسكا نيكشيتش وهايدوك كولا.

## وصلات خارجية
- نيناد دوكانوفيتش على موقع قاعدة بيانات كرة القدم.إي يو (الإنجليزية)
- نيناد دوكانوفيتش على موقع عالم كرة القدم.نت (الإنجليزية)